# Frenti-Mudança
Front Narodowej Odbudowy Timoru Leste – Zmiana (por. Frente de Reconstrução Nacional de Timor-Leste - Mudanç, Frenti-Mudança) – timorska partia polityczna o profilu lewicowym. Partia została założona w marcu 2011 roku przez José Luísa Guterresa. 

## Historia
Początki powstania partii sięgają 2006 roku, kiedy to wewnątrz FRETILIN pojawiła się frakcja reformatorów próbujących przeprowadzić zmiany wewnątrz ugrupowania. W wyoborach prezydenckich w 2007 roku, frakcja poparła byłego polityka FRETILIN – José Ramosa-Hortę, zaś w odbywających się miesiąc później wyborach parlamentarnych – Krajowy Kongres Odbudowy Timoru. Po wyborach, politycy reformatorskiej frakcji próbowali zarejestrować nowe ugrupowanie polityczne pod nazwą FRETLIN (usunięcie litery 'i' odnoszącej się do niepodległości), na co zgody nie wyraził sąd, ze względu na podobieństwo nazwy do macierzystego FRETILIN. Ostatecznie ugrupowanie zarejestrowano w 2011 roku pod nazwą FRENTI-Mudança. 

## Poparcie w wyborach
| Wybory | Poparcie | Zmiana punktów procentowych | Mandaty | Zmiana |
| ------ | -------- | --------------------------- | ------- | ------ |
| 2012   | 3,11%    | –                           | 2       | –      |
| 2017   | 1,6%     | 1,51%                       | 0       | 2      |